# Pedro Almodóvar
Pedro Almodóvar Caballero (Calzada de Calatrava, 25 de setembro de 1949) é um cineasta, ator e argumentista espanhol. Seus filmes são marcados pelo melodrama, irreverente humor, cores ousadas, decoração brilhante, citações da cultura popular e complexas narrativas. Desejo, paixão, família e identidade estão entre os temas mais frequentes nos filmes de Almodóvar. Ele se tornou proeminente como cineasta e argumentista durante a Movida Madrileña, um renascimento cultural que se seguiu após o fim da Espanha Franquista.
Seus primeiros filmes caracterizavam o senso de liberdade sexual e política desse período. Em 1986, ele fundou sua própria produtora de filmes, El Deseo, com seu irmão mais novo Agustín Almodóvar, que foi responsável por produzir todos os seus filmes desde A Lei do Desejo (1987). Almodóvar alcançou um reconhecimento internacional pelo seu filme de comédia de humor ácido Mulheres à Beira de um Ataque de Nervos (1988), a qual foi indicada ao Oscar de Melhor Filme Internacional, e prosseguiu com mais sucesso com filmes como comédia romântica ácida Ata-me! (1989), o melodrama [[Tacones lejanos (1991) seu suspense de drama romântico Carne trémula (1997). Seus próximos dois filmes, Tudo sobre Minha Mãe (1999) e Fale Com Ela (2002), o concederam um Óscar cada por Melhor Filme Estrangeiro e Melhor Roteiro Original, respectivamente. Ele prosseguiu com os dramas Má Educação (2004) e Volver (2006), o suspense romântico Los abrazos rotos (2009), o suspense psicológico La piel que habito (2011), e os dramas Julieta (2016), Dor e Glória (2019) e Mães Paralelas (2021). O filme The Room Next Door (2024), foi seu primeiro longa-metragem em língua inglesa e venceu o Leão de Ouro no Festival de Cinema de Veneza.
Aclamado como um dos cineastas espanhóis de maior sucesso internacional, Almodóvar e seus filmes ganharam interesse mundial e desenvolveram um culto de seguidores. Ele ganhou dois Oscars, cinco British Academy Film Awards, dois Emmy Awards, seis European Film Awards, dois Golden Globe Awards, nove Goya Awards, um prêmio no Festival de Cinema de Veneza e quatro prêmios no Festival de Cinema de Cannes. Em 1997, Almodóvar recebeu a Legião de Honra Francesa, seguida da Medalha de Ouro de Mérito em Belas Artes pelo Ministério da Cultura espanhol em 1999. Ele foi eleito Membro Honorário Estrangeiro da Academia de Artes e Ciências dos Estados Unidos em 2001 e recebeu um doutorado honorário em 2009 da Universidade de Harvard, além de um doutorado honorário da Universidade de Oxford em 2016 por sua contribuição para as artes. Almodóvar também recebeu o prêmio honorário European Film Academy Achievement in World Cinema Award em 2013, atuou como Presidente do Júri do Festival de Cinema de Cannes de 2017, e foi premiado com o Leão de Ouro Honorário no 76º Festival Internacional de Cinema de Veneza. em 2019.

## Biografia
Almodóvar nunca pôde estudar cinema, pois nem ele nem a sua família tinham dinheiro para pagar os seus estudos. Antes de dirigir filmes, foi funcionário da companhia telefónica estatal, fez banda desenhada (desenho em quadrinhos), foi ator de teatro avant-garde e cantor de uma banda de rock na qual participava travesti. Também atuou como escritor, publicando dois livros que tiveram traduções pouco conhecidas para o português: Fogo nas entranhas (2000) e Patty Diphusa e outros textos (2006). Foi o primeiro espanhol a ser indicado ao Óscar de melhor realizador. Publicamente homossexual, seus filmes trazem a temática da sexualidade abordada de maneira bastante aberta.
Seu ano de nascimento é incerto, sendo por vezes divulgado como 1949 e outras vezes como 1951. Um dos mais premiados realizadores da história do cinema, venceu dois Oscar, dois Globo de Ouro, quatro BAFTA, quatro prêmios do Festival de Cannes e seis prêmios Goya, a honraria máxima do cinema espanhol.

### Os primeiros anos
Pode-se dividir a carreira de Almodóvar em três fases. A primeira vai até A Lei do Desejo (1987), e compreende os filmes da época da Movida Madrileña. Nesse período, o diretor era conhecido apenas na Espanha e em circuitos de cineclubes.

## Curta-metragens (1974-1978)
Antes de se arriscar no cinema comercial, como a maioria dos diretores, Almodóvar produziu uma série de curtas metragens autorais.
| 1974 | Dos putas, o historia de amor que termina en boda* | não lançado em Portugal e no Brasil |
| 1974 | Film político*                                     | não lançado em Portugal e no Brasil |
| 1975 | Blancor*                                           | não lançado em Portugal e no Brasil |
| 1975 | El sueño, o la estrella*                           | não lançado em Portugal e no Brasil |
| 1975 | Homenaje*                                          | não lançado em Portugal e no Brasil |
| 1975 | La caída de Sódoma*                                | não lançado em Portugal e no Brasil |
| 1976 | Muerte en la carretera*                            | não lançado em Portugal e no Brasil |
| 1976 | Sea caritativo*                                    | não lançado em Portugal e no Brasil |
| 1977 | Sexo va, sexo viene*                               | não lançado em Portugal e no Brasil |
| 1978 | Salomé*                                            | Salomé                              |
| 1978 | Folle... folle... fólleme Tim!**                   | não lançado em Portugal e no Brasil |
| (*) curtas-metragens (**) longa-metragem não comercial, rodado em Super-8 e estrelando a atriz Carmen Maura |                                                    |                                     |

#### TrailerparaAmantes de lo prohibido(1985)
Não lançado em Portugal e no Brasil, trata-se de um curta-metragem para o programa "La Edad de Oro" da TVE.[carece de fontes?]

## Filmografia

### Pepi, Luci, Bom e Outras Garotas de Montão (1980)
"Pepi, Luci, Bom e Outras Tipas do Grupo"/"Pepi, Luci, Bom e Outras Garotas de Montão" foi baseado em sua fotonovela "Ereções Gerais", publicada anteriormente na revista El Víbora (O Viper). Pepi, Luci, Bom... consiste em uma série de esboços vagamente ligados ao invés de uma trama completamente formada. Ele segue as aventuras dos três personagens do título: Pepi, que quer se vingar do policial corrupto que a estuprou, Luci, uma dona de casa masoquista, e Bom, uma cantora de punk rock lésbica.[carece de fontes?]

### Labirinto de Paixões (1982)
"Labirinto de paixões" é uma comédia maluca sobre identidades múltiplas, um dos assuntos favoritos de Almodóvar. O enredo segue as aventuras de dois personagens sexualmente loucos: Sexilia, uma estrela pop apropriadamente chamada de ninfomaníaca, e Riza, filho homossexual do líder de um país fictício do Oriente Médio. Seus destinos prováveis são encontrar um ao outro, superar suas orientações sexuais e viver felizes para sempre em uma ilha tropical.[carece de fontes?]

### Entre tinieblas (1983)
Em Entre tinieblas/Maus hábitos, Almodóvar propõe uma profanação do sagrado, mostrando a instituição católica convento como um recinto de adoradoras do pecado. O sagrado, como aquilo que é separado para a reverência, perde o seu lugar e se imiscui na vivência diária, tida como pecaminosa pelos ditames oficiais da Igreja Católica.

### O Que Fiz Eu para Merecer Isto? (1984)
Foi inspirado nas comédias espanholas preto e branco do final dos anos 1950 e início dos anos 1960. É um conto sobre a luta de uma dona de casa chamada Gloria e sua família desestruturada: seu marido violento que trabalha como motorista de táxi, seu filho mais velho, um traficante de drogas, o filho mais novo que vende seu corpo para os pervertidos locais, e a avó que odeia a cidade e só quer voltar para sua aldeia rural.[carece de fontes?]

### Matador (1986)
"Matador" é uma história sombria e complexo que se centra na relação entre um toureiro e uma advogada criminal que só pode experimentar satisfação sexual se relacionando com o assassinato. O filme oferece o desejo como uma ponte entre a atracção sexual e a morte. Trata-se de uma das obras mais obscuras da Almodóvar.[carece de fontes?]

### A Lei do Desejo (1987)
Em "A Lei do Desejo", a narrativa segue três personagens principais: um diretor de cinema gay que embarca em um novo projeto, sua irmã, uma atriz transexual e um stalker reprimido assassino obsessivo. Foi o primeiro filme feito em sua própria produtora, a El Deseo, que ampliou a independência estética do diretor.[carece de fontes?]

### Mulheres à Beira de um Ataque de Nervos (1988)
Este foi o primeiro grande sucesso almodovariano, firmando sua consagração internacional. A comédia estrelada por Carmen Maura, Antonio Banderas e Rossy de Palma, conta os detalhes de um período de dois dias na vida de Pepa (Carmen Maura) uma dubladora profissional de filmes que foi abruptamente abandonada por seu amante casado e que freneticamente tenta localizá-lo . No curso de sua busca, ela descobre alguns de seus segredos, e percebe seus verdadeiros sentimentos. O filme lançou Almodóvar para fora da Espanha, sendo indicado como o melhor filme estrangeiro no Oscar, Globo de Ouro e BAFTA.[carece de fontes?]

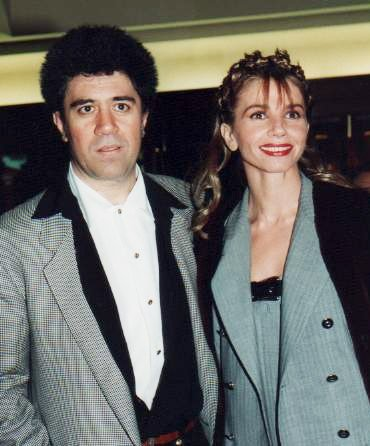
Almodóvar com Victoria Abril, estrela de Tacones lejanos, em 1993 na entrega do César Award em Paris

### Ata-me! (1990)
O próximo filme de Almodóvar, marcou o rompimento com a sua atriz de referência, Carmen Maura, e o início de uma frutífera colaboração com outra grande atriz do cinema espanhol e europeu: Victoria Abril. Atame! também foi a quinta colaboração e mais importante do diretor com Antonio Banderas. Ricky (interpretado por Antonio Banderas) é um paciente psiquiátrico recém-liberado que sequestra e mantém como refém uma atriz (interpretada por Victoria Abril), a fim de fazê-la se apaixonar por ele. Ao invés de preencher o filme com muitos personagens, como em seus filmes anteriores, aqui a história centra-se na relação entre os dois: a atriz e seu sequestrador literalmente lutando por poder e por amor.[carece de fontes?]

### Tacones lejanos(1991)
"De Salto Alto" [BR]  (Saltos Altos [PT] ) é construído em torno da relação entre uma mãe egocêntrica, uma famosa cantora, e a filha crescida que ela abandonou quando criança e que agora trabalha como apresentadora de televisão. A filha se casou com o ex-amante de sua mãe. Canções populares, sempre um elemento chave na obra de Almodóvar, nunca estiveram tão presentes do que neste filme repleto de boleros.[carece de fontes?]

### Kika (1993)
Depois da intensidade melodramática de "Tacones lejanos", Almodóvar deu outra reviravolta em sua carreira, rodando um dos seus filmes mais inclassificáveis: Em Kika, cada personagem pertence a um gênero de filme diferente, gerando assim um filme muito livre e heterodoxo. O enredo centra-se em Kika, uma maquiadora habilidosa e de bom coração, que se envolve com um velho escritor americano expatriado e seu enteado desnorteado. Um repórter de televisão sensacionalista segue as desventuras de Kika.[carece de fontes?]

### A Flor do Meu Segredo (1995)
Em "A Flor do Meu Segredo", o diretor explora o melodrama como um tema, e não como enredo. Na obra, uma romancista de sucesso que tem de enfrentar tanto uma crise profissional e pessoal. O filme marcou a transição da fase mais agitada, no início da carreira de Almodóvar, para o momento mais maduro artisticamente. Contudo, o filme não foi bem recebido pela crítica, sendo uma das obras menos conhecidas do diretor espanhol.[carece de fontes?]

### Carne trémula(1997)
Com esse filme, é compreendido que o diretor atinge sua maturidade artística. "Carne Trêmula" explora amor, perda e sofrimento com um sistema de retenção sóbrio apenas brevemente vislumbrado em trabalhos anteriores do diretor. O filme conta a história de vários personagens envolvidos em cada um dos outros destinos de formas que estão além de seu controle. "Carne Trêmula" é, historicamente, moldado a partir de 1970, quando Franco decretou estado de emergência, até 1996, quando a Espanha estava completamente abalada fora das restrições do regime de Franco. Com este filme, Almodóvar iniciou a sua colaboração com Penélope Cruz.[carece de fontes?]

### Tudo sobre Minha Mãe (1999)
Almodóvar, em seguida, continuou a trabalhar em mais sérios limites dramáticos, dirigindo "Tudo sobre Minha Mãe" (Todo sobre mi madre). O filme surgiu de uma breve cena em "A Flor do Meu Segredo", contando a história de uma mãe de luto que, depois de ler a última entrada no diário de seu filho morto sobre como ele quer conhecer seu pai pela primeira vez, decide viajar a Barcelona em busca do pai do menino. Ela deve dizer ao pai que teve seu filho depois que ela deixou há muitos anos, e que ele já morreu. Uma vez lá, ela encontra uma série de caracteres estranhos - uma travesti, uma freira grávida, e uma atriz lésbica - tudo de quem ajudá-la a lidar com sua dor. O filme é levemente inspirado e A Malvada, estrelado por Bette Davis, declaradamente um dos filmes preferidos de Almodóvar.[carece de fontes?]

### Hable con ella (2002)
Dois anos depois, Almodóvar atingiu uma outro auge de sua carreira com Hable con ella. O filme gira em torno de dois homens que se tornam amigos enquanto cuidam das mulheres que eles amam, que estão em estado de coma. Suas vidas seguem fluxos em todas as direções, passado, presente e futuro, puxando-os para um destino inesperado. Combinando elementos de dança moderna e do cinema mudo, com uma narrativa que envolve coincidência e destino, o filme foi aclamado internacionalmente pela crítica e pelo público.[carece de fontes?]

### Má Educação (2004)
"Má Educação" (La mala educación), é um conto barroco sobre abuso sexual de crianças e identidades mistas. Duas crianças, Ignacio e Enrique, descobrem o amor, o cinema e o medo num colégio religioso no início dos anos 1960. Padre Manolo, o diretor da escola e seu professor de literatura, é testemunha e parte dessas descobertas. Os três personagens se encontram mais duas vezes, no final da década de 1970 e na década de 1980. Trata-se de um dos roteiros mais complexos de Almodóvar, com uma série de digressões, paralelismos e retomadas.[carece de fontes?]

### Volver (2006)
Volver é uma mistura de comédia, drama, família e história de fantasmas. O filme começa mostrando dezenas de mulheres esfregando furiosamente os túmulos de seus mortos, que institui a influência dos mortos sobre os vivos como um tema chave. O enredo segue a história de três gerações de mulheres da mesma família que sobrevivem ao fogo, ao vento e até mesmo à morte. O filme é uma ode à resistência feminina, onde os homens são, literalmente, descartáveis. Junto com Hable con ella e Tudo sobre Minha Mãe, Volver representa o ponto alto da carreira do diretor.[carece de fontes?]

### A Vereadora Antropófaga (2009)
Curta-metragem retirado do filme Los abrazos rotos, é um monólogo de uma mulher narrando suas perversões sexuais. No filme, Almodóvar adota os pseudônimos "Harry 'Huracán' Caine" para assinar os créditos e "Mateo Blanco" para assinar a direção. No Brasil, o curta foi lançado como "extra" no DVD de Los abrazos rotos.[carece de fontes?]

### Abraços Partidos (2009)
Trata-se do mais longo e caro filme do diretor. A trama segue o destino trágico de um diretor de cinema que ficou cego em um acidente de carro quatorze anos antes. O filme tem uma estrutura fragmentada, enigmática, misturando passado e presente e filme dentro de um filme que Almodóvar, recursos que o diretor explorou anteriormente em Má Educação. Abraços Partidos é um homenagem ao ofício de fazer filmes e tem algumas incursões pelo cinema de Roberto Rossellini e por Mulheres à Beira de um Ataque de Nervos, do próprio Almodóvar.[carece de fontes?]

### La piel que habito(2011)
Criatividade, identidade e sobrevivência, temas frequentes nos filmes de Almodóvar dão uma reviravolta inesperada em La piel que habito, seu 13.º filme, que representa sua primeira incursão no gênero horror. O filme se centra em Vera, Elena Anaya, uma bela mulher mantida em cativeiro por um cirurgião plástico amoral que realiza experimentos em sua pele, encontrando, na Arte, um refúgio para enfrentar o horror que estava passando. O médico é interpretado por Antonio Banderas, que se reúne com o diretor 21 anos após um longo período de colaboração, no início da carreira de ambos. Na lista de personagens almodovarianos do filme, estão uma dona de casa e carcereira cheia de segredos, um violentador usando uma fantasia de tigre e um médico que está mentalmente perturbado pela morte da filha. O filme lança mão de diversos elementos do cinema noir, tais quais a fotografia e a predominância de tons sorumbáticos.[carece de fontes?]

### Os Amantes Passageiros (2013)
Terminado de rodar no início de setembro de 2012, o filme estreou na primavera europeia de 2013 (outono no hemisfério sul). O roteiro, inspirado nos anos 1990, é de uma comédia aos moldes de Mulheres à Beira de um Ataque de Nervos, sendo estrelado por Cecilia Roth. O filme, totalmente filmado no interior de um avião que, após problemas técnicos, sobrevoa os céus da Espanha sem capacidade para pousar com segurança, é uma metáfora para um país em crise e com destino incerto, que é a situação espanhola atual.

### Julieta (2016)
Julieta (Emma Suárez/Adriana Ugarte) é uma mulher de meia-idade que está prestes a se mudar de Madri para Portugal, para acompanhar seu namorado Lorenzo (Dario Grandinetti). Entretanto, um encontro fortuito na rua com Beatriz (Michelle Jenner), uma antiga amiga de sua filha Antía (Blanca Parés), faz com que Julieta repentinamente desista da mudança. Ela resolve se mudar para o antigo prédio em que vivia, também em Madri, e lá começa a escrever uma carta para a filha relembrando o passado entre as duas.

### Dor e Glória (2019)
Salvador Mallo (Antonio Banderas) é um melancólico cineasta em declínio que se vê obrigado a pensar sobre as escolhas que fez na vida quando seu passado retorna. Entre lembranças e reencontros, ele reflete sobre sua infância na década de 1960, seu processo de imigração para a Espanha, seu primeiro amor maduro e sua relação com a escrita e com o cinema. O filme conta com a atuação de Penélope Cruz, que interpreta a mãe do cineasta, e Asier Etxeandia, ainda contando com breve participação da cantora catalã Rosalía. Por sua atuação no filme, Antonio Banderas levou o prêmio de Melhor Ator Festival de Cannes de 2019, no qual o filme fez sua estreia.

## Trabalhos como ator
| Ano  | Título original                           | Título em Portugal                      | Título no Brasil                           |
| ---- | ----------------------------------------- | --------------------------------------- | ------------------------------------------ |
| 1978 | Tiempos de constitución                   |                                         |                                            |
| 1980 | Pepi, Luci, Bom y otras chicas del montón | Pepi, Luci, Bom e Outras Tipas do Grupo | Pepi, Luci, Bom e Outras Garotas de Montão |
| 1982 | Laberinto de pasiones                     | Labirinto de Paixão                     | Labirinto de Paixões                       |
| 1983 | Entre tinieblas                           | Negros Hábitos                          | Maus Hábitos                               |
| 1984 | ¿Qué he hecho yo para merecer esto?       | Que Fiz Eu para Merecer Isto?           | Que Fiz para Merecer Isto?                 |
| 1986 | Matador                                   | Matador                                 | Matador                                    |
| 1987 | La ley del deseo                          | A Lei do Desejo                         | A Lei do Desejo                            |
| 1991 | Truth or Dare/In Bed with Madonna         | Na Cama Com Madonna                     | Na Cama Com Madonna                        |

Nos seus filmes, a sua participação como ator limita-se a uma breve aparição.

## Trabalhos comoprodutor
| Ano  | Título original                          | Título em Portugal                      | Título no Brasil                        | Cineasta           |
| ---- | ---------------------------------------- | --------------------------------------- | --------------------------------------- | ------------------ |
| 1982 | Pestañas postizas                        |                                         |                                         | Enrique Belloch    |
| 1982 | Laberinto de pasiones                    | Labirinto de Paixão                     | Labirinto de Paixões                    | Pedro Almodóvar    |
| 1988 | Mujeres al borde de un ataque de nervios | Mulheres à Beira de um Ataque de Nervos | Mulheres à Beira de um Ataque de Nervos | Pedro Almodóvar    |
| 1993 | Acción mutante                           |                                         | Ação Mutante                            | Álex de la Iglesia |
| 1996 | Mi nombre es sombra                      |                                         | Meu Nome é Sombra                       | Gonzalo Suárez     |
| 1998 | Cuernos de espuma                        |                                         |                                         | Manuel Toledano    |
| 2001 | El espinazo del diablo                   | Nas Costas do Diabo                     | A Espinha do Diabo                      | Guillermo del Toro |
| 2002 | Mi vida sin mí                           | A Minha Vida Sem Mim                    | Minha Vida Sem Mim                      | Isabel Coixet      |
| 2004 | La mala educación                        | Má Educação                             | Má Educação                             | Pedro Almodóvar    |
| 2004 | La niña santa                            | A Rapariga Santa                        | A Menina Santa                          | Lucrecia Martel    |
| 2005 | La vida secreta de las palabras          | A Vida Secreta das Palavras             | A Vida Secreta das Palavras             | Isabel Coixet      |
| 2007 | La mujer rubia                           |                                         |                                         | Lucrecia Martel    |

## Atores-fetiche

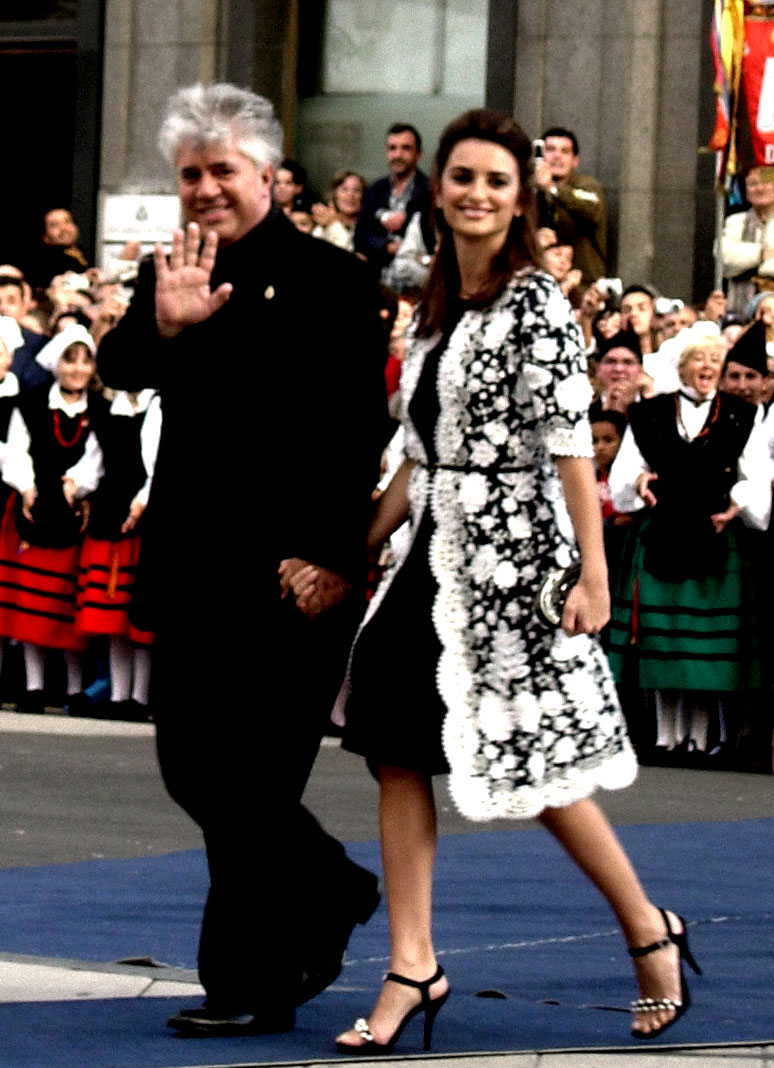
Pedro Almodóvar e uma das suas atrizes preferidas, Penélope Cruz

Uma das características do cinema produzido por Pedro Almodóvar é a recorrência de atrizes fectiches com quem o diretor trabalha com enorme frequência. Como a grande maioria dos filmes almodovarianos gira em torno do mundo feminino, não é comum que o diretor trabalhe com frequência com atores masculinos, a única exceção sendo Antonio Banderas.

### Carmen Maura
Maura e Almodóvar se conheceram no final da década de 1970. Estavam fazendo a mesma peça de teatro em Madri. Ela participou do primeiro filme Folle... folle... fólleme Tim!, não comercial em Super-8, e todos os filmes seguintes do diretor até Mulheres à Beira de um Ataque de Nervos (1988). No primeiro longa comercial do diretor, Pepi, Luci, Bom e Outras Garotas de Montão (1980), a atriz passou figurino e ajudou a conseguir dinheiro para a produção.
Os dois fizeram juntos Folle... folle... fólleme Tim! (1977), "Pepi, Luci, Bom e Outras Garotas de Montão" (1980), "Entre tinieblas" (1983), "O Que eu Fiz para Merecer Isto?" (1984), "Matador" (1986), "A Lei do Desejo" (1987) e "Mulheres à Beira de um Ataque de Nervos" (1988).[carece de fontes?]
Foi na entrega do Oscar, no ano em que "Mulheres" foi indicado, que o rompimento dos dois veio a público. Passou, então, a ser tratado com tintas de melodrama. O auge da cena pública se deu na entrega de um prêmio Goya, em 1990, quando Maura era apresentadora e Almodóvar foi convidado para homenageá-la. Ela recebeu um pedaço do muro de Berlim. Os fotógrafos deliraram.
Duas décadas depois de "Mulheres", o diretor convidou-a para fazer a matriarca fantasma de Volver (2006). Ela topou e o resultado foi brilhante. Contudo os dois jamais voltaram a ser amigos e a relação se deu unicamente contexto profissional "Não sei se a pessoa que conheci ainda está lá. Ele ficou muito mais sério." disse em entrevista à Folha de S. Paulo.

### Marisa Paredes
A única atriz que acompanhou o diretor em todas as fases de sua carreira, participou em Entre tinieblas, Tacones lejanos, A Flor do Meu Segredo, Tudo sobre Minha Mãe, Hable con ella e La piel que habito.[carece de fontes?]

### Rossy de Palma
A parceria entre os dois esteve nos filmes Mulheres à Beira de um Ataque de Nervos, Átame!, Kika, A Flor do Meu Segredo e Abraços Partidos e Julieta.[carece de fontes?]

### Chus Lampreave
Parceira de Almodóvar desde os primeiros trabalhos, antes mesmo de o diretor ser conhecido dentro da Espanha, Chus participou de Entre tinieblas, Que Fiz Eu para Merecer Isto?, Matador, Mulheres à Beira de um Ataque de Nervos, A Flor do Meu Segredo, Fale com ela, Volver e Los abrazos rotos.[carece de fontes?]

### Penélope Cruz
Penélope Cruz decidiu que seria atriz aos quinze anos de idade, ao assistir ao filme Ata-me! (1990), de Pedro Almodóvar. Durante todo o início de sua carreira direcionou seus esforços para colaborar com o diretor.
A atriz procurou-o num teste para a protagonista do filme Kika (1993). Tinha 18 anos, e tentou convencer o diretor de que poderia interpretar uma balzaquiana. Almodóvar não caiu na conversa, mas gostou da ousadia da moça. "Penélope" - anotou o nome em seu caderninho.
A primeira parceria dos dois foi em Carne Trêmula (1997), como a jovem que dá à luz dentro de um ônibus, seguido de Tudo sobre Minha Mãe (1999), no qual interpreta a freira Rosa, Volver (2006), no papel principal de Raimunda, e finalmente em Los abrazos rotos (2009) onde Penélope faz uma aspirante a atriz que tem um caso com o diretor da produção em que atua. A atriz voltou a trabalhar com o diretor em uma pequena participação em Os Amantes Passageiros (2013), e novamente em Dor e Glória (2019), interpretando a mãe do protagonista.[carece de fontes?]

### Antonio Banderas
Único ator com quem trabalhou repetidas vezes, Almodóvar dirigiu Antonio Banderas  em Matador, Labirinto de Paixões, A Lei do Desejo, Mulheres à Beira de um Ataque de Nervos, Ata-me, A Pele que Habito e Dor e Glória.
Almodóvar é considerado o responsável por popularizar Banderas fora da Espanha, em especial em Hollywood. Durante o final dos anos 1980 e início dos 1990 Antonio Banderas era conhecido em boa parte do mundo como "o cara dos filmes do Almodóvar".[carece de fontes?]

## Prêmios
Ao longo de sua carreira, Pedro Almodóvar recebeu inúmeros prêmios, entre eles dois Oscar, dois Globo de Ouro, quatro BAFTA, além de outros quatro prêmios no Festival de Cannes.

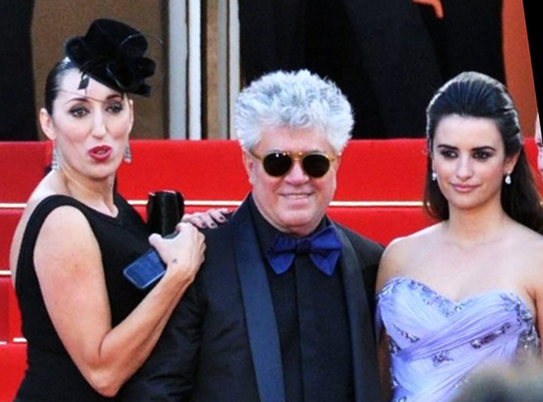
Rossy de Palma, Almodóvar e Penélope Cruz no Festival de Cannes de 2009

| Prêmio        | Ano  | Categoria                   | Título do Filme      |
| ------------- | ---- | --------------------------- | -------------------- |
| Oscar         | 1999 | Melhor filme estrangeiro    | Tudo sobre Minha Mãe |
| Oscar         | 2002 | Melhor roteiro original     | Hable con ella       |
| Globo de Ouro | 1999 | Melhor filme estrangeiro    | Tudo sobre Minha Mãe |
| Globo de Ouro | 2002 | Melhor filme estrangeiro    | Hable con ella       |
| BAFTA         | 1999 | Melhor filme estrangeiro    | Tudo sobre Minha Mãe |
| BAFTA         | 2002 | Melhor filme estrangeiro    | Hable con ella       |
| BAFTA         | 2002 | Melhor roteiro original     | Hable con ella       |
| BAFTA         | 2011 | Melhor filme estrangeiro    | La piel que habito   |
| Cannes        | 1999 | Melhor diretor              | Tudo sobre Minha Mãe |
| Cannes        | 1999 | Melhor Filme - Júri Popular | Tudo sobre Minha Mãe |
| Cannes        | 2006 | Melhor roteiro              | Volver               |
| Cannes        | 2011 | Prêmio Juventude            | La piel que habito   |